# Lawton, Oklahoma
Lawton är en stad (city) i Comanche County i delstaten Oklahoma i USA. Staden hade 90 381 invånare, på en yta av 211,20 km² (2020). Lawton är administrativ huvudort (county seat) i Comanche County. Enligt folkräkningen 2020 var Lawtons befolkning 90 381, vilket gör den till den sjätte största staden i delstaten.
Lawtons landskap är typiskt för Great Plains, med platt topografi och mjukt böljande kullar.